# Lo stato in cui sono stato
Lo stato in cui sono stato è il secondo album dei Blastema, pubblicato il 16 ottobre 2012.

## Il disco
Il disco è prodotto da Nuvole Production e distribuito da Sony Music.
È stato riedito il 14 febbraio 2013 con il brano Dietro l'intima ragione, presentato al Festival di Sanremo 2013.

## Tracce
1. Intro – 1:23
2. Synthami – 2:24
3. Dopo il due – 2:47
4. Miss allegria – 3:03
5. Tira fuori le spine – 3:05
6. Carmilla – 4:25
7. Caos 11 – 2:35
8. Quale amore – 3:02
9. Sole tu sei – 3:54
10. La vita sognata – 3:50
11. Tristi giorni – 2:18
12. Dietro l'intima ragione – 3:32
13. Tira fuori le spine (acustica) – 3:39

Tracce bonus
1. Cara la notte – 4:00

## Formazione
- Matteo Casadei - voce
- Alberto Nanni - chitarra elettrica, cori
- Luca Marchi - basso
- Michele Gavelli - pianoforte, synth
- Daniele Gambi - batteria